# Роуз Марі
Роуз Марі Мазетта
(нар. 15 серпня 1923 — пом. 28 грудня 2017) — американська акторка, співачка, комікеса, виконавиця водевілів та письменниця. Ще дитиною відразу після ери німого кіно мала успішну кар'єру співачки під псевдонімом Baby Rose Marie.
Роуз Марі була широко відома роллю в комедії Сі-Бі-Ес «Шоу Діка Ван Дайка» (1961—1966) письменниці телевізійних комедій Саллі Роджерс. Пізніше вона зіграла Мірну Гіббонс у «Шоу Доріс Дей» і протягом 14 років була відомою знаменитістю на «The Hollywood Squares».
Про акторку знято документальний фільм 2017 року «Wait for Your Laugh», який містить інтерв'ю з нею та її колегами, зокрема з Карлом Райнером, Діком Ван Дайком, Пітером Маршаллом і Тімом Конвеєм.

## Ранній життєпис
Роуз Марі Мазетта народилася 15 серпня 1923 року на Мангеттені штату Нью-Йорк у родині американки польського походження Стелли Глущак та італо-американського актора водевілів Френка Мазетти, якого називали Френком Керлі. Мати регулярно водила її на місцеві водевілі, і після цього Роуз Марі співала почуте для сусідів, які зрештою запропонували їй взяти участь у конкурсі талантів. У 3 роки Марі почала виступати під псевдонімом «Baby Rose Marie». У 5 років їй запропонували семирічний контракт і вона стала радіозіркою.
Роуз Марі пізніше згадувала:
«У мене був глибокий голос, не як у Ширлі Темпл, а більше як у Софі Такер. Я ніколи не говорила голосом, як у дитини, тому деякі люди вважали мене насправді 30-річною карлицею».
Телекомпанія NBC організувала для неї національне сценічне турне, і вона знялася в кількох короткометражних фільмах, зокрема у фільмі «Крихітка Роуз Марі, дитя-диво» (англ. Baby Rose Marie the Child Wonder; 1929).
На піку слави як дитина-співачка, з кінця 1929 до 1934 року, Роуз Марі мала власне радіошоу, брала участь у численних записах та знялася в кількох фільмах і короткометражних фільмах Paramount. Вона продовжувала зніматися у фільмах Paramount до середини 1930-х, зокрема, короткометражки та один повнометражний фільм International House (1933).
Згідно з її автобіографією «Тримайте Роуз», вже в юності її кар'єрі сприяли багато членів організованої злочинності, зокрема Аль Капоне та Багсі Сигел. Роуз Марі отримала роботу в готелі Flamingo у Лас-Вегасі, штат Невада, який був побудований Сигелем. Через те, що готель мав стосунок до організованої злочинності, Роуз Марі мусила питати дозволу виступати в інших казино і залишилася вірною «хлопцям» у Фламінго до кінця життя.
Паралельно з виступами в нічному клубі Роуз Марі в дорослому віці продовжувала працювати на радіо, отримавши прізвисько «Улюбленця радіохвиль».

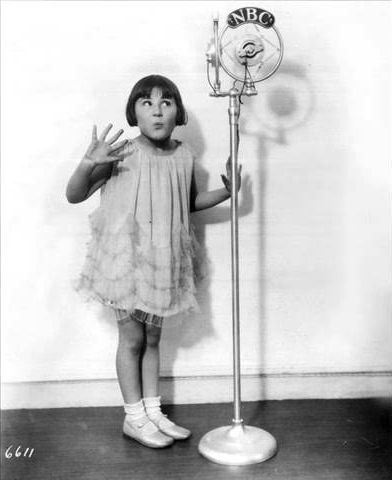
Бебі Роуз Марі — радіозірка NBC у 1930 році

У 1929 році 5-річна Роуз Марі випустила короткий запис Vitaphone Baby Rose Marie the Child Wonder. З 1930 по 1938 рік вона зробила 17 записів, 3 з яких не були видані. Її перша платівка, записана 10 березня 1932 року, звучала під акомпанемент оркестру Флетчера Гендерсона, одного з провідних афроамериканських джазових оркестрів того часу. Прийнято вважати, що Гендерсон з гуртом перебували в студії RCA Victor і записували 4 пісні, які мали намір спродюсувати того ж дня, тому їх попросили акомпанувати Baby Rose Marie.
Запис Роуз Марі «Say That You Were Teasing Me» (підкріплений «Take a Picture of the Moon», Victor 22960) за участю оркестру Гендерсона став національним хітом у 1932 році. За словами Джоела Вітберна, Роуз Марі була останньою виконавицею, які й досі живі, що записали хіт до Другої світової війни.

## Телебачення
У сезоні 1960—1961 років Роуз Марі зіграла разом із Ширлі Бонн, Елейн Стрітч, Джеком Вестоном, Реймондом Бейлі та Стаббі Кей у фільмі «Моя сестра Ейлін».
Після п'яти сезонів (1961—1966) ролі Саллі Роджерс у «Шоу Діка Ван Дайка» Роуз Марі знялася в двох сезонах (1969—1971) «Шоу Доріс Дей» у ролі подруги та колеги Доріс Мартін Мірни Гіббонс. Вона також з'явилася в двох епізодах The Monkees в середині 1960-х. Пізніше вона мала напіврегулярне місце у верхньому центральному квадраті в оригінальній версії The Hollywood Squares. Оскільки учасники, як правило, спочатку вибирали квадрати з кутів, фраза «Роуз Марі заблокувати» вимовлялася так часто, що вона часто жартувала, що має законно змінити своє ім'я саме на це. Роуз Марі також знімалася в трьох епізодах «Шоу Діна Мартіна» на NBC у 1966 та 1967 роках, а також двічі (1964 та 1968) у «The Hollywood Palace» — на ABC.
У середині 1970-х Роуз Марі з'явилася в повторюваній ролі Гільди в поліцейській драмі SWAT.
На початку 1990-х Роуз Марі неодноразово грала роль матері Френка Фонтани в серіалі «Мерфі Браун». Вона також запам'яталася як владна мати Роя Біггінса Елеонор «Блуто» Біггінс в епізоді Wings.
Роуз Марі та Морі Амстердам знялися разом у жовтневому епізоді «Германової голови» 1993 року та зіграли гостьову роль у лютому 1996 року в епізоді «Каролайн у великому місті», незадовго до смерті Амстердама в жовтні того ж року.

## Театр
Роуз Марі разом із Філом Сільверсом брала участь у хітовому бродвейському мюзиклі «Top Banana» у 1951 році, а також знялася в добре прийнятій аудиторією екранізації 1954 року. Пізніше Роуз Марі заявила, що її музичні номери вирізали з фільму в помсту за те, що вона публічно відкинула сексуальні домагання продюсера. Наприкінці життя вона засвідчила, що це був єдиний раз, коли вона зазнала сексуальних домагань в індустрії розваг за свою 90-річну кар'єру.
У 1965 році Роуз Марі з'явилася в даллаській постановці Bye Bye Birdie у ролі Мей Петерсон — матері персонажа, якого грав Дік Ван Дайк на Бродвеї та у фільмі.
З 1977 по 1985 рік Роуз Марі знімалася разом з Розмарі Клуні, Гелен О'Коннелл та Маргарет Вайтінг у музичному ревю «4 дівчата 4», з яким гастролювали США і кілька разів з'являлося на телебаченні.
Роуз Марі була зірковою гостею-ведучою комедійної вистави «Бабуся Рок»!, написаної Гордоном Дурічем. Спочатку вона транслювався на радіо в 2010 році на KVTA і KKZZ, а потім повторно транслювалася на KVTA та KKZZ у вересні 2012 року на честь Національного дня бабусь і дідусів.

## Особисте життя
Роуз Марі була одружена з трубачем Боббі Гаєм з 1946 року до його смерті в 1964 році. У шлюбі народила доньку — телевізійну продюсерку Джорджіану Гай Родрігес.
Попри те, що в пресі це було представлено як романтичне захоплення, у 1970-х Роуз Марі підтримувала платонічні стосунки зі співвласником Pussycat Theaters Вінсом Мірандою.
У пізні роки Роуз Марі була активною в соціальних мережах, зокрема в Twitter, де пропонувала підтримку жінкам, які, як і вона, постраждали від сексуальних домагань.

## Смерть
Роуз Марі померла у своєму будинку в районі Ван Найс у Лос-Анджелесі 28 грудня 2017 року на 95-му році життя. Нелл Сковелл вшановувала її як «святу покровительку жінок, які грали комедійні ролі».
Давній друг і агент Роуз Марі Гарлан Болл каже, що смерть легендарної акторки пов'язана з «віковими проблемами». Болл бачився із Марі незадовго до її смерті. Він пояснив журналістам, що Марі лягла відпочити в четвер після обіду, і до того моменту, як опікун підійшов до неї спитати, чи хоче вона чогось поїсти, виявилось, що Роуз Марі перестала дихати.

## Вибрана фільмографія

### Художні фільми
- Міжнародний будинок (1933) — Роуз Марі
- Top Banana (1954) — Бетті Діллон
- Великий біт (1958) — Мей Гордон
- Не хвилюйся, ми придумаємо назву (1966) — Енні
- Смертельна спека на каруселі (1966) — Маргарет Кірбі
- Пам'ять про нас (1974) — Іда
- Людина з конюшинного гаю (1974) — Сестра Мері
- Смертоносні пальці Брюса (1976)
- Дешевше утримувати її (1980) — Іда Брекен
- Lunch Wagon (1981) — місіс Шмеклер
- Відьмина дошка (1986) — місіс Мозес
- Чудовий світ Джонатана Вінтерса (1986) — камео
- Пісочна людина (1993) — продавчиня автомобілів
- Психо (1998) — Норма Бейтс (голос, у титрах не вказана)
- Загублений і знайдений (1999) — Клара
- Не дуже страшне кіно (2000) — місіс Тінгл
- Spurge of Power: The Stuff of Heroes (2004) — камео
- Назавжди плед (2008) — камео

### Короткометражні
- Baby Rose Marie the Child Wonder (1929) — камео
- Рамблінг «Круглий радіоряд» #4 (1932) — камео
- Назад у '23 (1933) — камео
- Рамблінг «Круглий радіоряд» (1934) — камео
- У Майка (1934) — камео: Бебі Роуз Марі
- Саллі Свінг (1938) — Саллі Свінг (голос, у титрах не вказана)
- Дивовижна Сьюзі (1953) — камео

### Телесеріали
- Димок зі ствола (1957, Епізод 94: «Дванадцята ніч») — місіс Монгер
- Загін M (1958, епізод 36; «Система») — Марго
- Шоу Боба Каммінгса (1958—1959, 9 епізодів) — Марта Рендолф
- Велике кохання Добі Гілліс (1960) — місіс Тарантіно
- Моя сестра Ейлін (1960—1961) — Берта
- Шоу Діка Ван Дайка (1961—1966) — Саллі Роджерс
- Мавпи (1966) — Велика людина, Бессі Ковальскі в S1:E7, «Мавпи в місті-привиді»
- The Monkees (1967) — Міллі в S1:E27, «Мавпа-мама»
- Вірджинія (1967) — Белль Стівенс
- Вальтер з джунглів (1967) (непроданий пілот)
- Мої три сини (1968, епізод: «Перший вечір») — медсестра Женев'єв Гудбоді
- Шоу Доріс Дей (учасниця акторського складу в 1969—1971 роках) — Мірна Гіббонс
- Люкс для молодят (1972, 3 епізоди)
- Адам-12 (1972—1973) — Жінка в автобусному парку в епізоді 1972 року «Порада»; Жан Вагнер в епізоді 1973 року «Чисто з цивільним: Частина 2»
- Сепцназ (S.W.A.T.) (1975) — Хільда
- Кояк (1975) епізод «Два-чотири-шість за двісті» — місіс Тілдон
- Човен кохання (1978—1984) — Беатріс Мултон / Берта Фінч / Четверта гравчиня в бридж / Дотті Прайс
- Міст через час (1985, телефільм) — Алма Беллок
- Ремінгтон Стіл (1986, 4-та серія, епізод 17-й; «Стіл у центрі уваги») — Біллі Янг
- Шоу Джекі Бізон (1990, непродана пілотна програма, яка транслювалася на NBC) — Доріс (голос)
- Мерфі Браун (1990—1991, 2 епізоди) — Роуз Фонтана
- Scorch (1992, скасовано після трьох епізодів) — місіс Една Брекен
- 2 дурні пси (1993) — Місіс Крабфейс (голос)
- Ультра Серія (1993)
- Хардбол (1994, скасовано після семи епізодів) — Мітці Бальцер
- Cagney & Lacey: Together Again (1995, телефільм) — Мітці Ґласс
- Фріказоїд! (1995) — Хонна (голос)
- Керолайн в Сіті", з Морі Амстердам (1996); «Керолайн і утриманець» (1997) — Стелла Доусон
- Крила (1997) — Елеонор Блуто Біггінс
- Раптом Сьюзен (1997) — Радість
- Гей, Арнольде! (1998) — Агата Колфілд (голос)
- Г'юлі (2001) — Една
- Трейсі Уллман у трейлерах (2003) — Сільвія
- Шоу Алана Брейді (2003, телефільм) — Секретар (озвучка)
- Шоу Діка Ван Дайка (2004, телефільм) — Саллі Роджерс Глімшер
- Гарфілд Шоу (2008—2013) — (озвучка)